# Cisticola haesitatus
Cisticola haesitatus là một loài chim trong họ Cisticolidae.